# Толедо (Северный Сантандер)
Толедо (исп. Toledo) — город и муниципалитет в северо-восточной части Колумбии, на территории департамента Северный Сантандер. Входит в состав Юго-Восточного субрегиона.

## История
Поселение, из которого позднее вырос город, было основано 19 августа 1795 года. Муниципалитет Толедо был выделен в отдельную административную единицу в 1886 году.

## Географическое положение
Город расположен в юго-восточной части департамента, в гористой местности Восточной Кордильеры, на расстоянии приблизительно 62 километров к югу от города Кукута, административного центра департамента. Абсолютная высота — 1638 метров над уровнем моря.
Муниципалитет Толедо граничит на северо-западе с территориями муниципалитетов Эрран, Чинакота и Памплонита, на западе — с муниципалитетом Лабатека, на юго-западе — с муниципалитетом Читага, на юге — с территорией департамента Бояка, на востоке и северо-востоке — с территорией Венесуэлы. Площадь муниципалитета составляет 1578 км².

## Население
По данным Национального административного департамента статистики Колумбии, совокупная численность населения города и муниципалитета в 2015 году составляла 17 283 человека.
Динамика численности населения муниципалитета по годам:
| 2005   | 2006   | 2007   | 2008   | 2009   | 2010   | 2011   | 2012   | 2013   | 2014   | 2015   |
| ------ | ------ | ------ | ------ | ------ | ------ | ------ | ------ | ------ | ------ | ------ |
| 17 272 | 17 273 | 17 274 | 17 275 | 17 276 | 17 277 | 17 278 | 17 279 | 17 280 | 17 281 | 17 283 |

Согласно данным переписи 2005 года мужчины составляли 51,6 % от населения Толедо, женщины — соответственно 48,4 %. В расовом отношении белые и метисы составляли 96,4 % от населения города; индейцы — 3,1 %; негры, мулаты и райсальцы — 0,5 %.
Уровень грамотности среди всего населения составлял 87,3 %.

## Экономика
Основу экономики Толедо составляет сельское хозяйство.
58,6 % от общего числа городских и муниципальных предприятий составляют предприятия торговой сферы, 34,3 % — предприятия сферы обслуживания, 6,9 % — промышленные предприятия, 0,2 % — предприятия иных отраслей экономики.